# Hygronemobius speculi
Hygronemobius speculi är en insektsart som först beskrevs av Mcneill 1901.  Hygronemobius speculi ingår i släktet Hygronemobius och familjen syrsor. Inga underarter finns listade i Catalogue of Life.